# Gołoszyce Wyższe
Gołoszyce Wyższe – część wsi Gołoszyce w Polsce, położona w województwie świętokrzyskim, w powiecie opatowskim, w  gminie Baćkowice.
W latach 1975–1998 Gołoszyce Wyższe administracyjnie należały do województwa tarnobrzeskiego.